# Sblocco del bootloader

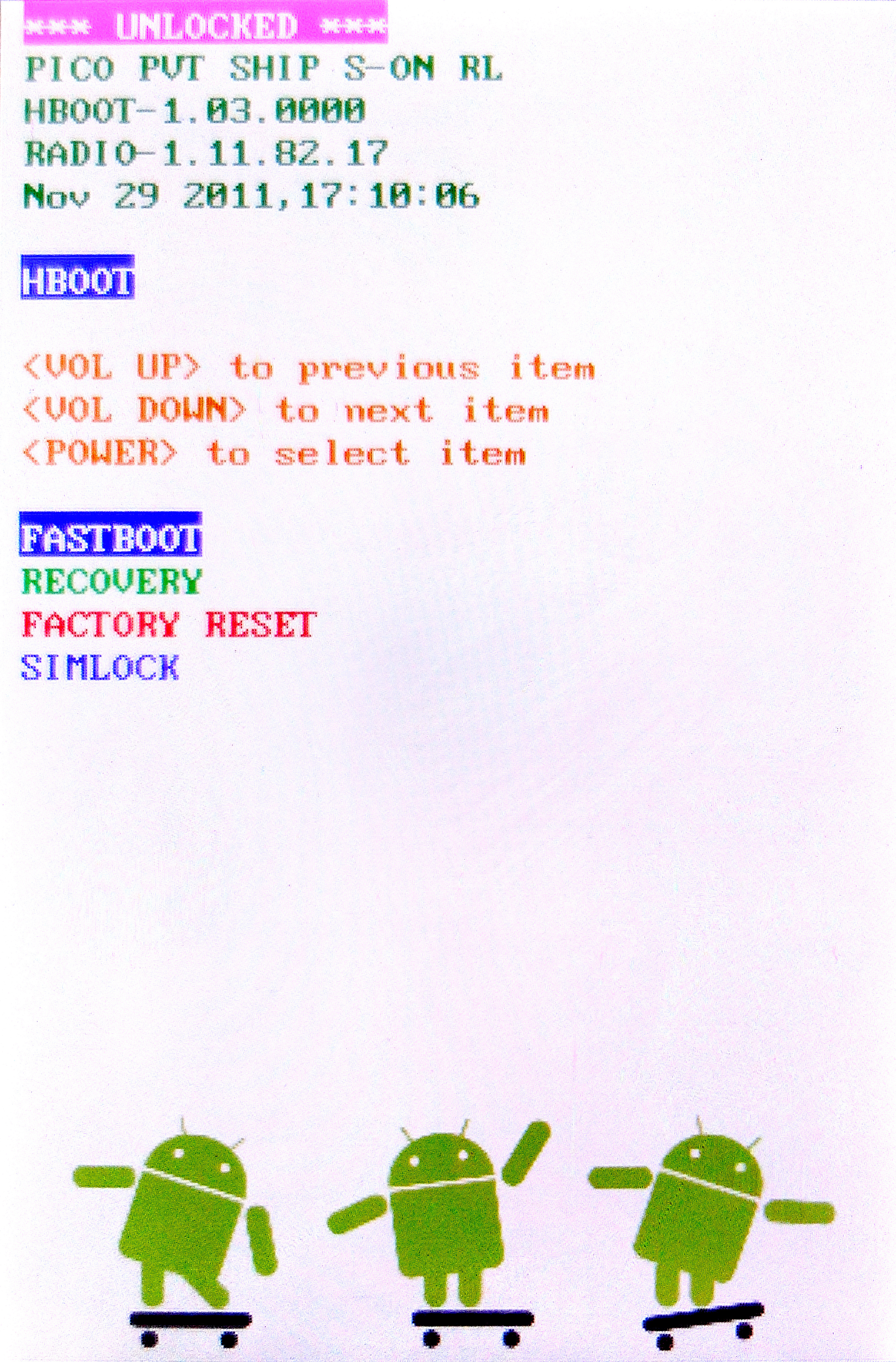
Un bootloader sbloccato, con ulteriori opzioni disponibili

Lo sblocco del bootloader è il processo che consente di disattivare la protezione del bootloader che normalmente impone l'avvio sicuro durante l'avvio del dispositivo. Questa operazione consente personalizzazioni avanzate, come l'installazione di firmware personalizzati. 
Sugli smartphone, ciò può includere una distribuzione Android personalizzata o di un altro sistema operativo mobile. Alcuni bootloader non sono bloccati, mentre altri lo sono, ma possono essere sbloccati tramite un comando, un'impostazione o con l'assistenza del produttore. Esistono anche bootloader privi di un metodo ufficiale di sblocco, che possono essere sbloccati soltando sfruttando vulnerabilità software.
Lo sblocco del bootloader viene effettuato anche a fini di informatica forense, per estrarre prove digitali dai telefoni, utilizzando strumenti come Cellebrite UFED.

## Panoramica
Lo sblocco del bootloader consente di installare ed eseguire codice non firmato su un dispositivo, incluso il software personalizzato dall'utente. Agire al di fuori delle specifiche del produttore potrebbe comportare l'annullamento della garanzia e rendere il dispositivo vulnerabile al furto di dati, poiché l'integrità del sistema operativo (come progettato dal produttore) non può più essere garantita.
Sui Chromebook, l'attivazione della modalità sviluppatore rende il sistema meno sicuro rispetto a un laptop standard con Linux. Lo sblocco del bootloader potrebbe richiedere un reset, un rirpristino alle impostazioni di fabbrica o comunque causare la perdita di dati sui dispositivi Android e ChromeOS. Questo perché alcuni dati dell'utente non possono essere salvati senza i permessi di root. Ciò potrebbe compromettere il funzionamento di alcune app di sicurezza, come Samsung Knox, il cui contatore resterebbe bloccato a "0x1".
Sascha Segan di PCMag ha ritenuto un erorre la presenza di un bootloader bloccato sul telefono Qualcomm Snapdragon Insiders, che è destinato agli utenti avanzati.

## Dispositivi supportati

### Android
Lo sblocco del bootloader è generalmente un prerequisito per ottenere i privilegi di root e/o installare una ROM personalizzata.
| Produttore | Livello di difficoltà | Metodo |
| ---------- | --- | --- |
| Google     | Facile (non-Verizon) Medio (Verizon) | Linea di comando (variante sbloccata, non limitata a un operatore specifico e varianti per operatori non Verizon quando completamente pagate) |
| Samsung    | Facile (globale) Non disponibile (USA, Canada e Giappone) Sconosciuto (Corea del Sud) | Abilitare l'opzione che consente lo sblocco OEM (se presente) nelle opzioni sviluppatore, quindi sbloccare il bootloader in modalità Download. Samsung Knox (sui dispositivi supportati) verrà attivato in modo permanente se il dispositivo viene modificato o se viene installato un firmware personalizzato, quindi Samsung Wallet, Secure Folder e le applicazioni basate sul framework Knox risulteranno permanentemente inutilizzabili anche se il bootloader verrà successivamente richiuso. |
| OnePlus    | Facile (non-T-Mobile) Medio (T-Mobile) | Linea di comando, tranne per le varianti T-Mobile USA dove è necessario un codice di sblocco |
| Xiaomi     | Difficile (dispositivi con MIUI) Molto difficile (dispositivi non cinesi con HyperOS) Non disponibile (Cina continentale) | Aggiungere un account Mi, richiedere il codice tramite un software disponibile solo per Windows, attendere 3 giorni per dispositivi con HyperOS o 1 settimana per quelli con MIUI (limitato a un dispositivo al mese e tre dispositivi all’anno). Nei dispositivi con Xiaomi HyperOS fuori dalla Cina continentale, è necessario richiedere il permesso di sblocco del bootloader per il proprio account Xiaomi tramite l'app Xiaomi Community prima di poter procedere con lo sblocco. L'account Xiaomi deve avere almeno un mese di attività per essere idoneo. Per i dispositivi con HyperOS venduti in Cina continentale, lo sblocco del bootloader non è disponibile a partire da febbraio 2025. |
| Asus       | Non disponibile | Non disponibile da agosto 2023, quando le app ufficiali sono state rimosse e i server spenti. |
| Sony       | Medio | Linea di comando, richiesta del codice sul sito web di Sony |
| Fairphone  | Medio | Linea di comando, richiesta del codice sul sito web o sul forum di Fairphone |
| Motorola   | Varia significativamente a seconda del modello e del produttore del SoC Non disponibile (Verizon, AT&T, Tracfone) | Linea di comando, richiesta del codice sul sito web di Motorola |
| Realme     | Medio-difficile (Cina continentale e India) Non disponibile (a livello globale) | Linea di comando, dopo l’installazione dell’app per il test approfondito e l’invio della richiesta per il test approfondito. |
| Nothing    | Easy | Linea di comando |
| Huawei     | Medio-difficile (SoC Kirin, alcuni telefoni Huawei) Non disponibile (altri modelli) | Alcuni telefoni Huawei con SoC Kirin possono sbloccare il bootloader utilizzando potatonv: Per gli altri dispositivi, lo sblocco del bootloader non è disponibile a partire da luglio 2018. |
| OPPO       | Facile (MediaTek) o telefoni acquistati in Cina continentale Medio (Snapdragon). È possibile sbloccare solo i telefoni presenti nella lista di supporto per i dispositivi OPPO con processore Snapdragon. Per i telefoni non inclusi nelle liste di supporto, lo sblocco è comunque possibile utilizzando uno strumento a pagamento noto come UnlockTool. Senza questo strumento, lo sblocco è impossibile. Lo sblocco è inoltre possibile su alcuni SoC MediaTek tramite MTKClient. Si noti che alcuni file binari fastboot sono stati rimossi o bloccati con chiave RSA. | Snapdragon: MediaTek: a volte è necessario utilizzare MTKClient o il programma di bypass MTK prima di procedere. Qualsiasi telefono acquistato in Cina continentale e presente nelle liste di supporto per il test approfondito può essere sbloccato tramite questo metodo indipendentemente dal SoC. L’app per il test approfondito può essere scaricata da, dopodiché lo sblocco avviene tramite adb con un semplice comando da linea di comando mentre il dispositivo è in modalità fastboot. Se si riceve l’errore "Handshake failed" su MTKClient, è necessario utilizzare il test point per forzare l’avvio in modalità boot rom.                                                               |
| HMD-Nokia  | Non disponibile | N/A |
| vivo       | Non disponibile A meno che nei forum di XDA non siano presenti metodi per lo sblocco, alcuni di questi potrebbero non essere utilizzabili dopo che l’aggiornamento del telefono ha corretto l’exploit. L’utente può accedere alla modalità fastboot, ma il produttore ha modificato il bootloader in modo che non risponda a nessun comando per lo sblocco. | Vivo X70 Pro+ Vivo Y31 2021 |
| LG         | Difficile | Possibile, con l’aiuto di bootloader di ingegneria trapelati, disponibili per essere installati tramite l’utilità QFIL. |
| Tecno      | Medio | Linea di comando (richiede un account Tecno ID sul telefono, registrato da almeno due settimane, per attivare lo sblocco OEM). |
| Infinix    | Medio | Linea di comando (richiede un account Infinix ID sul telefono, registrato da almeno due settimane, per attivare lo sblocco OEM). |
| Itel       | Medio | Linea di comando (richiede un account Itel ID sul telefono, registrato da almeno due settimane, per attivare lo sblocco OEM). |
| TCL        | Medio (solo Ion V) Sconosciuto (altri modelli) | Per il telefono Ion V è possibile utilizzare uno strumento Python per riavviare in una modalità fastboot normalmente nascosta, in seguito utilizzare il comando fastboot 'fastboot flashing unlock' per sbloccarlo. |
| Amazon     | Medio | Linea di comando, richiede l’uso di Linux per rendere inutilizzabile temporaneamente (soft brick) il dispositivo. |

#### Storia
I bootloader dei dispositivi Nexus e Pixel possono essere sbloccati utilizzando il comando fastboot fastboot oem unlock o, se questo comando non viene riconosciuto, fastboot flashing unlock.
Quando Motorola ha rilasciato uno strumento per lo sblocco del bootloader per il Droid Razr, Verizon ha rimosso lo strumento dalle proprie versioni del dispositivo.
Nel 2011, Sony Ericsson ha pubblicato uno strumento online per lo sblocco del bootloader. Sony richiede che il numero IMEI venga inserito sul proprio sito web. Per l'Asus Transformer Prime TF201, Asus ha rilasciato uno strumento speciale per lo sblocco del bootloader.
Nel 2012, Motorola ha rilasciato uno strumento limitato per lo sblocco dei bootloader. Per poter sbloccare il bootloader del proprio dispositivo Motorola, è necessario accettare i termini e le condizioni e creare un account.
Un articolo del 2012 di The Verge definiva i bootloader sbloccabili una "promessa non mantenuta" e chiedeva una soluzione al problema.
I telefoni HTC hanno un ulteriore livello di blocco denominato "S-OFF/S-ON".
I bootloader possono essere sbloccati sfruttando una vulnerabilità (exploit) o tramite un metodo fornito dal produttore. Quest'ultimo metodo solitamente richiede la cancellazione di tutti i dati presenti sul dispositivo. Inoltre, alcuni produttori vietano lo sblocco sui telefoni bloccati da un operatore telefonico. 
Sebbene i dispositivi Samsung venduti negli Stati Uniti e in Canada, sia smartphone che tablet con connettività cellulare, non consentano lo sblocco del bootloader indipendentemente dal blocco imposto dall'operatore, è esistito un servizio che ha permesso a chi utilizzava versioni precedenti del sistema operativo di sbloccare i loro dispositivi Samsung negli USA e in Canada.
Nel 2018, uno sviluppatore di XDA Developers ha realizzato un servizio che permetteva agli utenti di sbloccare il bootloader di alcuni modelli di smartphone Nokia. Allo stesso modo, un altro sviluppatore di XDA Developers ha creato un servizio che consente agli utenti di sbloccare i bootloader dei telefoni Samsung Galaxy S20 e Samsung Galaxy S21.
Huawei aveva annunciato l'intenzione di consentire agli utenti di sbloccare il bootloader della serie Mate 30, ma in seguito ha fatto marcia indietro. Huawei ha smesso di fornire codici per lo sblocco del bootloader dal 2018. È stato sviluppato un exploit per il bootloader chiamato checkm30 per i telefoni Huawei basati su HiSilicon.
Quando il bootloader del Samsung Galaxy Z Fold 3 veniva sbloccato, la fotocamera dava problemi. Questo problema poteva essere risolto ribloccando il bootloader Questo problema è stato successivamente risolto da Samsung. Per la serie Samsung Galaxy S22, lo sblocco del bootloader non ha alcun effetto sulla fotocamera.

### Altri dispositivi

#### Microsoft
Lo strumento WPInternals è in grado di sbloccare i bootloader di tutti i telefoni Nokia Lumia con Windows Phone, ma non di telefoni come Alcatel Idol 4 o l'HP Elite x3 La versione 1.0 è stata rilasciata nel novembre 2015. Nell'ottobre 2018, lo strumento è stato reso open source quando lo sviluppatore principale René Lergner (conosciuto anche come HeathCliff74) si è dimesso.
Il bootloader slab utilizzato da Windows RT poteva essere sbloccato sfruttando una vulnerabilità, ma è stato corretto silenziosamente da Microsoft nel 2016. In genere, l'avvio protetto UEFI sui sistemi x86 può essere sbloccato.

#### Apple
La protezione del bootrom sui dispositivi iOS con un processore A11 o precedente può essere aggirata tramite un exploit hardware chiamato checkm8, che rende possibile l'esecuzione di altri sistemi operativi, incluso Linux.
Il bootloader dei Mac basati su Apple Silicon può essere sbloccato. Tuttavia, altri dispositivi Apple, come iPhone e iPad, non permettono lo sblocco del bootloader, anche se utilizzano lo stesso chip presente nei Mac.

#### Google
L'equivalente dello sblocco del bootloader è chiamato modalità sviluppatore nei Chromebook. I Chromebook utilizzano bootloader personalizzati che possono essere modificati o sovrascritti rimuovendo una vite di protezione in scrittura (Write-protect screw). Alcuni modelli non hanno questa vite e potrebbero richiedere o meno la disattivazione del chip Cr50 integrato.
Nel 2013, il bootloader del Chromecast è stato compromesso sfruttando un exploit. Nel 2021 è stato nuovamente violato per le versioni più recenti. Nel 2023, è stato segnalato che il Chromecast HD poteva essere sbloccato senza exploit.

#### Asus
Asus forniva uno strumento di sblocco per entrambe le sue linee di smartphone: Zenfone e ROG Phone. Funzionava come un file .apk installabile che l'utente poteva installare sul proprio telefono per procedere allo sblocco del bootloader. L'applicazione funzionava collegandosi ai server di sblocco Asus e poi richiedeva all'utente di eseguire un ripristino alle impostazioni di fabbrica.
Nel 2023 Asus ha rimosso lo strumento dal proprio sito web e ha chiuso i server di sblocco, rendendo impossibile lo sblocco del bootloader anche sui telefoni che avevano già installato il file .apk. I rappresentanti sui forum Asus hanno affermato che lo strumento sarebbe stato nuovamente disponibile, ma a marzo 2024 non sono state fornite ulteriori informazioni, nemmeno dopo l'uscita del ROG Phone 8 e dello Zenfone 11 Ultra.
Un utente del noto forum XDA ha presentato una denuncia contro Asus perché lo strumento di sblocco non è mai stato rilasciato e ha affermato che Asus aveva censurato i commenti relativi allo strumento sul proprio forum.

#### SpaceX
Nell'agosto 2022, il ricercatore di sicurezza Lennert Wouters ha utilizzato un attacco di iniezione di tensione per aggirare la verifica del firmware di un'antenna satellitare Starlink di SpaceX.

## Richiusura del bootloader
Dopo lo sblocco del bootloader, alcuni dispositivi consentono agli utenti di bloccarlo nuovamente. In genere, il nuovo blocco viene eseguito per ripristinare il dispositivo a uno stato simile a quello di fabbrica, spesso per motivi di garanzia o per riattivare determinate funzionalità di sicurezza come il verified boot. Questa procedura viene solitamente eseguita tramite comandi fastboot o software specifici del produttore.
Tuttavia, la possibilità di richiudere il bootloader varia a seconda del produttore e del modello del dispositivo. Alcuni produttori forniscono metodi ufficiali per ribloccare il bootloader senza problemi, soprattutto se il dispositivo utilizza firmware ufficiale e firmato. Al contrario, altri dispositivi potrebbero riscontrare problemi malfunzionamenti dopo il blocco, come la perdita di alcune funzionalità o il rischio di un "soft brick", soprattutto se sono presenti modifiche al sistema o se è installato un firmware non ufficiale.
È importante sottolineare che il blocco del bootloader non sempre annulla tutte le modifiche apportate durante il processo di sblocco. Ad esempio, alcuni dispositivi mantengono un flag di sblocco del bootloader o registrano l'operazione nei log di manomissione dell'hardware, il che potrebbe comunque invalidare la garanzia o limitare l'accesso a servizi come i contenuti protetti da DRM.
Di conseguenza, si consiglia agli utenti di consultare le linee guida specifiche del produttore e di assicurarsi che tutti i componenti del sistema siano riportati allo stato ufficiale prima di tentare di richiudere il bootloader.

## Modifiche all'app VNeID
Secondo informazioni provenienti da gruppi dedicati alla tecnologia in Vietnam, dopo l'aggiornamento alla versione 2.1.6 dell'applicazione VNeID rilasciata il 30 maggio 2024, alcuni utenti di telefoni Android hanno ricevuto l'avviso: "Il tuo dispositivo non è sicuro, c'è il rischio che contenga codice dannoso...". Di conseguenza, gli utenti vengono riportati alla schermata principale e non possono utilizzare l'applicazione VNeID, anche se prima dell'aggiornamento potevano accedere e usarla normalmente.
Questo perché l'aggiornamento VNeID 2.1.6 ha aggiunto nuove misure di sicurezza che impediscono il funzionamento dell'app su dispositivi Android con privilegi di root, bootloader sbloccato e opzioni sviluppatore attivate. Per poter utilizzare l'app, gli utenti devono disabilitare i privilegi di root del dispositivo, bloccare nuovamente il bootloader e disattivare le opzioni sviluppatore.

## Chiusura dei servizi online
Nel 2018, Huawei ha smesso di fornire codici per lo sblocco del bootloader. Il 31 dicembre 2021, LG ha chiuso il suo sito web che forniva i codici di sblocco del bootloader. Nell'agosto 2023, ASUS ha rimosso lo strumento di sblocco dal proprio sito web e ha chiuso i server utilizzati per sbloccare il bootloader.